# Orazio Bernardini
Orazio Bernardini (Vicenza, 29 luglio 1899 – Roma, 16 marzo 1967) è stato un ammiraglio italiano.

## Biografia
Orazio Bernardini è stato un ammiraglio italiano. Osservatore d’aereo. Comandante militare marittimo in guerra di base navale insulare avanzata. Nato a Vicenza il 29 luglio 1899, fu ammesso nel 1913 all’Accademia Navale di Livorno, conseguendo nel 1917 la nomina a guardiamarina. Dopo un periodo di imbarco da ufficiale inferiore su unità maggiori nel corso della prima guerra mondiale, da sottotenente di vascello frequentò la Scuola di aviazione di Taranto, conseguendo il brevetto di osservatore di aereo; tenente di vascello nel 1923, fu ufficiale in seconda dei cacciatorpediniere Antonio Cantore, Giacinto Carini, Generale Antonio Chinotto e quindi in comando dei sommergibili H 6, N 1 e N 6 e delle torpediniere 42 PN, 34 PN e 60 OL. Dal 1930 al 1932 fu destinato a terra presso il comando in capo del dipartimento di Taranto e capitano di corvetta, ritornò a bordo, esercitando il comando degli esploratori Carlo Alberto, Cortellazzo e dei Giovanni Nicotera e Bettino Ricasoli.
Durante la guerra d'Etiopia fu comandante della base navale di Massaua (Eritrea) e, rimpatriato, per tre anni, dal 1936 al 1939, fu destinato a Venezia quale comandante in seconda della locale base navale. Promosso capitano di fregata e destinato nel gennaio del 1940 a Roma presso la Direzione generale delle armi e armamenti navali.

## Seconda guerra mondiale
Un mese dopo l’entrata in guerra – luglio 1940 – fu trasferito in Libia al comando superiore della Marina a Bengasi, come sottocapo di stato maggiore, nel corso delle operazioni che portarono allo scontro navale di Punta Stilo (6-9 luglio 1940) partecipò volontariamente a missioni di bombardamento di unità navali avversarie, dando un decisivo contributo della propria perizia marinaresca nel salvataggio del velivolo sul quale era imbarcato, costretto ad ammarare perché colpito dal fuoco nemico.  Fu quindi destinato a Tobruch quale comandante del distaccamento marina di Ain-el-Gazala e comandante di una flottiglia di motozattere; successivamente a Tripoli; in queste destinazioni meritò, per specifici atti di valore, due medaglie di bronzo e due croci di guerra al valore militare. Di tali atti, da ricordare la pronta e decisiva azione, quale comandante a Tobruch di flottiglia di motozattere, nel contrastare efficacemente e respingere il 14 settembre 1942 un attacco avversario condotto con Forze navali e da sbarco; per tale fatto d’armi e per il suo comportamento durante i due anni di destinazione in Libia il comando supremo delle forze germaniche lo decorò della croce di ferro di prima classe con spade dell’ordine dell’Aquila germanica.
Rimpatriato, promosso capitano di vascello per merito di guerra nel 1941, fu destinato a terra a Roma, al ministero presso la direzione generale armi e armamenti navali, dove tra vari incarichi ebbe anche quello, su ordine dell’Alto Comando della Marina (Supermarina), di pianificare il trasferimento su strada, mare e ferrovia di una squadriglia di M.A.S. e relativo treno logistico sul lago Ladoga per cooperare con le forze finnico-germaniche all’assedio di Leningrado; nel dicembre 1942 fu inviato nell’isola di Lampedusa quale comandante militare marittimo, che nel giugno del 1943 fu pesantemente investita dall’azione delle forze aeronavali alleate, reagendo con efficacia e respingendo un tentativo di sbarco; resasi inevitabile la caduta dell’isola, essa capitolò il 13 giugno, con gli onori delle armi alla bandiera e alla guarnigione, resi da un plotone britannico del secondo battaglione delle Coldstream Guards.
Prigioniero di guerra in Inghilterra, rimpatriò nel 1944; ebbe il comando della nave da battaglia Giulio Cesare per tutto il 1945.

## Periodo post-bellico
Destinato a Roma, ricoprì dal 1949 al 1954 l’incarico di Capo dell’Ufficio sport velico della Marina. In tale destinazione utilizzò in maniera occulta le gare motonautiche per assicurare la continuità dell’addestramento degli operatori dei mezzi d’assalto, attività vietata dalle clausole armistiziali. Collocato in ausiliaria alla fine del 1954, fu promosso contrammiraglio.